# Gunpo-dong
Gunpo-dong (koreanska: 군포동) är en stadsdel i staden Gunpo i provinsen Gyeonggi i Sydkorea, 24 km söder om huvudstaden Seoul.

## Indelning
Administrativt är Gunpo-dong indelat i:
| Namn    | Namn             | Yta km² | Invånare 31 dec 2020 |
| ------- | ---------------- | ------- | -------------------- |
| 군포1동 | Gunpo 1(il)-dong | 3,70    | 35 602               |
| 군포2동 | Gunpo 2(i)-dong  | 5,89    | 54 223               |